# Fascia cervical
Le fascia cervical  est un ensemble de structures aponévrotiques rattachées aux trois plans musculaires de la région antérieure du cou. Il contribue également à former des gaines pour les vaisseaux carotidiens (la gaine carotidienne) et pour les structures situées en avant de la colonne vertébrale.
Sa couche la plus superficielle est recouverte par le muscle platysma.
Son attache à l'os hyoïde empêche la formation d'un fanon.
Il est constitué de trois couches :
- la lame superficielle ;
- la lame prétrachéale ;
- la lame prévertébrale.